# Pierre Trần Thanh Chung
Pierre Trần Thanh Chung (Đà Nẵng, 10 novembre 1927 – Ia Phìn, 10 settembre 2023) è stato un vescovo cattolico vietnamita.

## Biografia
Pierre Trần Thanh Chung è nato il 10 novembre 1927 a Đà Nẵng.

### Formazione e ministero sacerdotale
Ha sentito fin da bambino la vocazione religiosa. È entrato nel seminario minore di Kontum all'età di nove anni e ha poi proseguito gli studi nel seminario maggiore interdiocesano di Saigon.
È stato ordinato presbitero il 25 maggio 1955 dal vescovo Paul-Léon Seitz, M.E.P., incardinandosi nella diocesi di Kontum. È stato professore e direttore del seminario minore di Kontum fino al 1966 e in seguito direttore del seminario minore di Da Lat fino al 1974. È stato poi vicario generale della diocesi di Kontum dal 1977.

### Ministero episcopale
Il 26 marzo 1981 papa Giovanni Paolo II lo ha nominato vescovo coadiutore di Kontum. La nomina è stata richiesta del vescovo Alexis Phạm Văn Lộc che, a causa delle interferenze da parte del nuovo governo, temeva che la diocesi potesse rimanere vacante in caso di suo arresto. 
Ha ricevuto l'ordinazione episcopale il 22 novembre 1981 dal vescovo Alexis Phạm Văn Lộc.
Gli è succeduto l'8 aprile 1995 ed è rimasto in carica per 8 anni, ritirandosi per raggiunti limiti di età il 16 luglio 2003.
È morto la mattina del 10 settembre 2023 presso la parrocchia Hoàng Yên, appartenente al villaggio Hoàng Ân del comune di Ia Phìn, nel distretto Chư Prông della provincia di Gia Lai.

## Genealogia episcopale e successione apostolica
La genealogia episcopale è:
- Cardinale Scipione Rebiba
- Cardinale Giulio Antonio Santori
- Cardinale Girolamo Bernerio, O.P.
- Arcivescovo Galeazzo Sanvitale
- Cardinale Ludovico Ludovisi
- Cardinale Luigi Caetani
- Cardinale Ulderico Carpegna
- Cardinale Paluzzo Paluzzi Altieri degli Albertoni
- Papa Benedetto XIII
- Papa Benedetto XIV
- Cardinale Enrico Enriquez
- Arcivescovo Manuel Quintano Bonifaz
- Cardinale Buenaventura Córdoba Espinosa de la Cerda
- Cardinale Giuseppe Maria Doria Pamphilj
- Papa Pio VIII
- Papa Pio IX
- Cardinale Alessandro Franchi
- Cardinale Giovanni Simeoni
- Cardinale Antonio Agliardi
- Cardinale Basilio Pompilj
- Cardinale Adeodato Piazza, O.C.D.
- Cardinale Egidio Vagnozzi
- Arcivescovo John Jarlath Dooley, S.S.C.M.E.
- Vescovo Paul-Léon Seitz, M.E.P.
- Vescovo Alexis Phạm Văn Lộc
- Vescovo Pierre Trần Thanh Chung

La successione apostolica è:
- Vescovo Michel Hoàng Đức Oanh (2003)